# Traders’ Dreams – Eine Reise in die eBay-Welt
Traders’ Dreams – Eine Reise in die eBay-Welt ist ein deutscher Dokumentarfilm von Marcus Vetter und Stefan Tolz, der anhand von fünf miteinander verwobenen Reportagen das Phänomen eBay durchleuchtet. Der Film startete am 28. Juni 2007 in den deutschen Kinos.

## Inhalt
Das Internet-Auktionshaus eBay ist weltweit erfolgreich, Millionen Menschen auf der Welt nutzen es tagtäglich. Der Film porträtiert einige begeisterte Anhänger des eBay-Systems aus Deutschland, Schottland und Mexiko und begleitet sie für ein Jahr. Neben den Erfolgsgeschichten wird Kritik an falschen Heilsversprechen und Ausbeutungsstrukturen geübt. Dazu wirft der Film ein Blick hinter die Kulissen des Großkonzerns, unter anderem beim Weltkongress „eBay Live“, wo sich die eBay-Gemeinde jedes Jahr trifft. Das Geschäft floriert, allerdings wurde eBay von Alibaba, einem chinesischen Online-Auktionshaus, in China längst überholt.

## Kritik
Der Filmdienst urteilt, Traders’ Dreams ist „kein investigativer Dokumentarfilm“, da sich kritische Nachfragen in Grenzen halten und sich die Gesprächspartner mitunter in Redundanzen verlieren. Dennoch „bietet der Film reichhaltiges Anschauungsmaterial, das zum Nachdenken anregt“.